# 卡拉戈门
卡拉戈门（法語：Kaala-Gomen，發音：[kala ɡɔmɛn]）是法国海外特殊集体新喀里多尼亞北部省的一个市镇，面积718.2平方千米，2019年1月1日人口为1,803人。

## 地理
卡拉戈门（20°40'0"S, 164°24'0"E）面积718.2平方千米，位于法国海外特殊集体新喀里多尼亞。
与卡拉戈门接壤的市镇（或旧市镇、城区）包括：沃镇、延根、库马克、韦戈阿。
卡拉戈门的时区为UTC+11:00。

## 行政
卡拉戈门的邮政编码为98817，INSEE市镇编码为98810。

## 政治
卡拉戈门的现任市长为阿兰·勒旺（Alain Levant）先生，任期为2020-2026年。

## 人口
卡拉戈门于2019年1月1日时的人口数量为1803人。